# Алфа и Омега 3
Алфа и Омега 3 е американски компютърно-анимационен филм от 2014 година на Crest animation.

## Сюжет
Наближават Великите вълчи игри, и вълчета от различни глутници се приготвят, за да се състезават.

## Герои
Клодет е дъщерята на Хъмфри и Кейт. Заедно с братята си Стинки и Рант, са част Западният отбор. Харесва Флийт.
Флийт е вълче от Северния отбор. Харесва Клодет.
Нарс е треньорът на Северния отбор. Той е баща на Флийт.
Брент е малко мече, което е част от Западния отбор.
Агнес е бодливо свинче. Също част от Западния отбор.